# Ahmed Al Saadi
Ahmed Mohammed Al Saadi (2 oktober 1995) is een Qatarees voetballer die doorgaans speelt als aanvallende middenvelder. In juli 2024 verruilde hij Qatar SC voor Umm-Salal.

## Clubcarrière
Al Saadi speelde tot 2013 in de Qatarese ASPIRE Academy, waar talenten uit diverse landen opgeleid worden. De talenten dienen na enkele jaren ervaring op te doen in westerse voetbalcompetities; Al Saadi werd in 2013 gestald bij KAS Eupen – een Belgische club die in 2012 in handen kwam van het opleidingscentrum uit Qatar. Op dat moment had Eupen tien Qatarezen in het elftal. Na één jaar bij de reserves gespeeld te hebben, mocht de middenvelder in 2014 voor het eerst opdraven in de hoofdmacht. Op 5 december 2014 debuteerde Al Saadi, toen met 1–1 gelijkgespeeld werd tegen Seraing United. Zijn eerste doelpunt maakte de Qatarees op 7 maart 2015, tijdens een 1–2 nederlaag tegen White Star Bruxelles. In januari 2016 maakte Al Saadi de overstap naar Lekhwiya. Na ruim een half jaar verkaste hij opnieuw, toen hij binnen Qatar in Al-Ahli een nieuwe werkgever vond. Een jaar later verkaste de middenvelder naar Al-Rayyan en eind 2020 naar Qatar SC. Umm-Salal nam hem in juli 2024 over.

## Clubstatistieken
| Seizoen | Club      | Competitie    | Competitie | Competitie | Beker | Beker | Internationaal | Internationaal | Totaal | Totaal |
| Seizoen | Club      | Competitie    | Wed.       | Dlp.       | Wed.  | Dlp.  | Wed.           | Dlp.           | Wed.   | Dlp.   |
| ------- | --------- | ------------- | ---------- | ---------- | ----- | ----- | -------------- | -------------- | ------ | ------ |
| 2014/15 | KAS Eupen | Tweede Klasse | 10         | 1          | 0     | 0     | —              | —              | 10     | 1      |
| Totaal  | Totaal    | Totaal        | 10         | 1          | 0     | 0     | 0              | 0              | 10     | 1      |

Bijgewerkt op 17 september 2024.

## Interlandcarrière
Al Saadi was met Qatar –19 actief op het Aziatisch kampioenschap voetbal onder 19 in Myanmar. Daar speelde hij zes wedstrijden, waarin hij vijfmaal trefzeker was. Met die vijf doelpunten werd Al Saadi gedeeld topscorer; de prijs werd aan hem uitgereikt omdat hij tevens de meeste assists gegeven had.

## Erelijst
| Aziatisch kampioenschap –19 | 1 | 2014 |